# پرینول
پرینول (به انگلیسی: Prenol) با فرمول شیمیایی C۵H۱۰O یک ترکیب شیمیایی با شناسه پاب‌کم ۱۱۱۷۳ است. که جرم مولی آن ۸۶٫۱۳۲ g/mol می‌باشد. 